# Wacław Fara

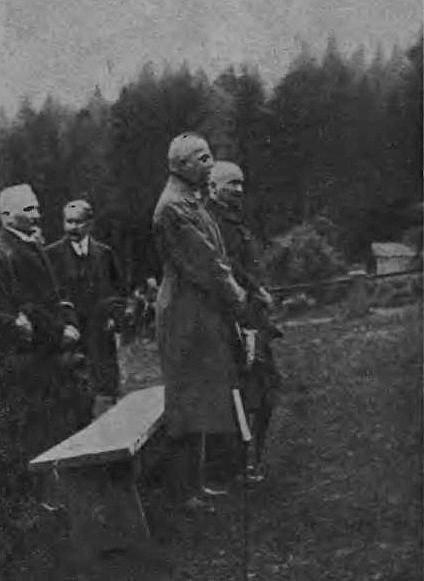
Dowódca D. O. K. X. gen. dyw. Wacław Fara oraz wizytator Kuratorium O. S. L. Edward Horwath podczas otwarcia obozów letnich w Skolem (1925)

Wacław Fara (ur. 11 sierpnia 1874 w Hřensku, zm. 2 marca 1954 w Krakowie) – generał dywizji Wojska Polskiego, kawaler Orderu Virtuti Militari.

## Życiorys
Naukę rozpoczął w Budziejowicach. W 1893 roku ukończył w Pradze Szkołę Kadetów, a w 1900 roku – Oficerską Szkołę Piechoty. Przeszedł kolejne szczeble dowódcze w piechocie cesarskiej i królewskiej armii. W 1908 roku w stopniu kapitana był dowódcą kompanii w Brzeżanach. Następnie, do 1913 roku, wykładał taktykę w Szkole Kadetów we Lwowie. W 1914 roku ukończył kurs oficerów sztabowych w Wiedniu i do 1916 roku dowodził batalionem pospolitego ruszenia (Kaiserlich Königliche Landwehr) na froncie włoskim. Następnie pełnił funkcję komendanta Oficerskiej Szkoły Rezerwy. W 1917 roku dowodził pułkiem piechoty w Wadowicach, a w 1918 roku objął stanowisko komendanta Szkoły Kadetów we Lwowie.
Od 24 listopada 1918 roku był komendantem placu i miasta Lwów. 28 lutego 1919 roku został przydzielony do grupy pułkownika Serdy. Wziął udział w wojnie z Ukraińcami. Walczył między innymi pod Gródkiem Jagiellońskim. 7 maja 1919 roku został formalnie przyjęty do Wojska Polskiego z zatwierdzeniem posiadanego stopnia podpułkownika ze starszeństwem z dniem 1 lutego 1916 roku. Od 8 lipca 1919 roku do 1 kwietnia 1920 roku dowodził 14 pułkiem piechoty, a następnie II Brygadą Górską (XLII Brygada Piechoty), która wchodziła w skład Dywizji Górskiej (21 Dywizji Piechoty). 22 maja 1920 roku został zatwierdzony w stopniu pułkownika piechoty z dniem 1 kwietnia 1920 roku, w grupie oficerów byłej armii austriacko-węgierskiej.
Od 26 września 1921 roku do 9 listopada 1924 roku dowodził 2 Dywizją Górską w Przemyślu. 3 maja 1922 roku został zweryfikowany w stopniu generała brygady ze starszeństwem z dniem 1 czerwca 1919 roku i 25. lokatą w korpusie generałów. Na stanowisku dowódcy dywizji 31 marca 1924 roku Prezydent RP Stanisław Wojciechowski, na wniosek Ministra Spraw Wojskowych generała dywizji Władysława Sikorskiego, awansował go na generała dywizji ze starszeństwem z dniem 1 lipca 1923 roku i 7. lokatą w korpusie generałów. W międzyczasie (od 15 listopada 1923 roku do 15 sierpnia 1924 roku) był słuchaczem I Kursu Centrum Wyższych Studiów Wojskowych w Warszawie.
9 listopada 1924 roku Prezydent RP mianował go dowódcą Okręgu Korpusu Nr X w Przemyślu. Jego oficerem ordynansowym był w 1924 por. Włodzimierz Łączyński. W latach 1926–1927 był inspektorem armii w Wilnie. Z dniem 31 maja 1927 roku został przeniesiony w stan spoczynku.
Na emeryturze osiadł w Krakowie na ul. Warszawskiej. Został osadnikiem wojskowym w kolonii Janina, gmina Skobełka, powiat horochowski.
Zmarł 2 marca 1954 roku w Krakowie. Pochowany na cmentarzu Rakowickim (kwatera IIa-płd-wsch-narożnik).

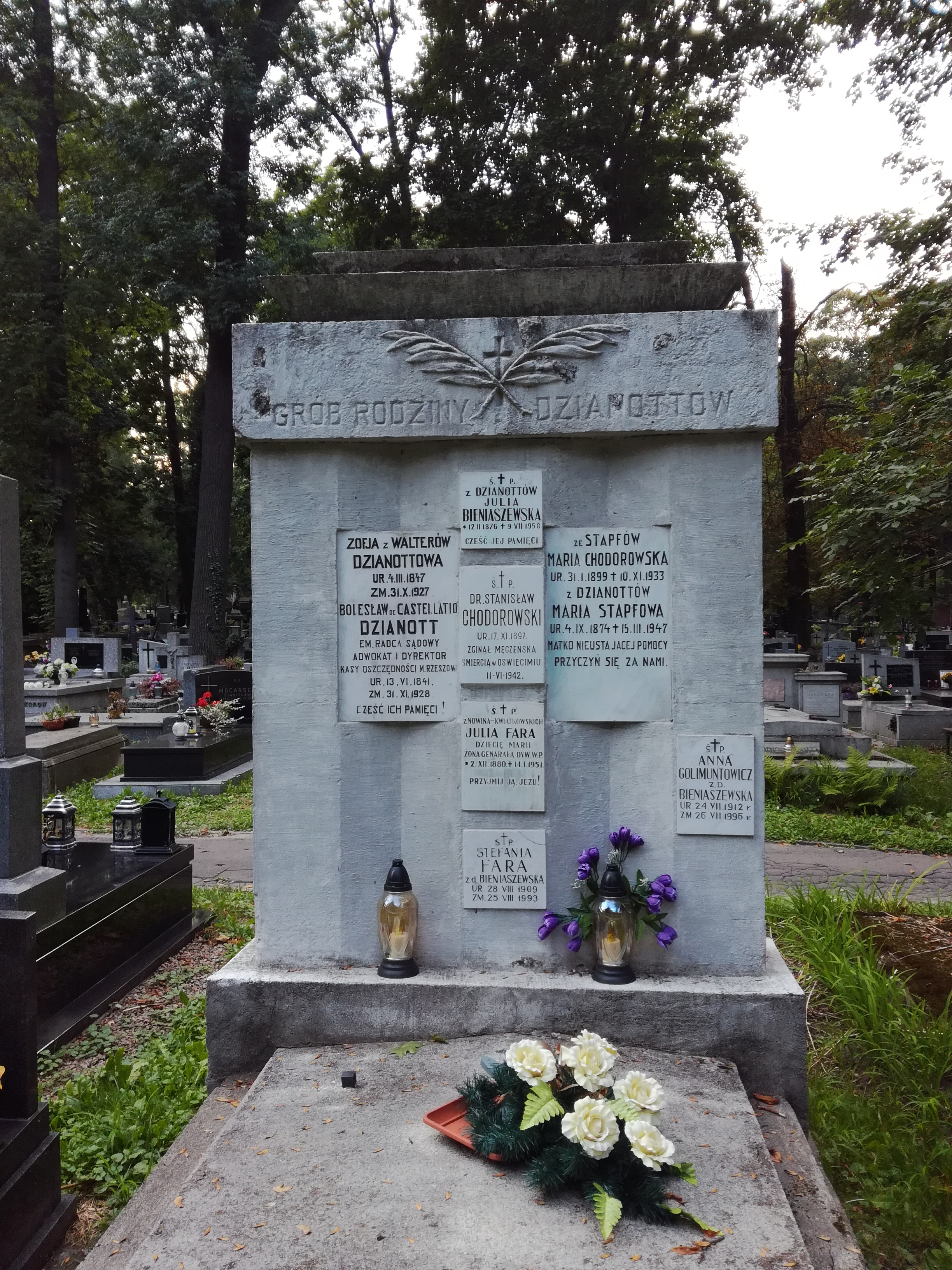
Grób gen. Wacława Fary na cmentarzu Rakowickim

## Ordery i odznaczenia
- Krzyż Srebrny Orderu Wojskowego Virtuti Militari (17 maja 1921)[16]
- Krzyż Komandorski Orderu Odrodzenia Polski (1938)[17]
- Krzyż Walecznych
- Odznaka Pamiątkowa Generalnego Inspektora Sił Zbrojnych (12 maja 1936)
- Oficer Orderu Legii Honorowej (Francja)

## Awanse
- porucznik (niem. Leutnant) – 1898
- starszy porucznik (niem. Oberleutnant) – 1900
- kapitan I klasy (niem. hauptmann 2. Klasse) – 1903
- kapitan II klasy (niem. Hauptmann 2. Klasse) – 1908
- major (niem. major) – 1914
- podpułkownik (niem. Oberstleutnant) – ze starszeństwem z 1 lutego 1916 roku
- pułkownik
- generał brygady – zweryfikowany ze starszeństwem z 1 czerwca 1919
- generał dywizji – 31 marca 1924 ze starszeństwem z 1 lipca 1923 i 7. lokatą w korpusie generałów